# ダウェイ港
ダウェイ港 （Dawei Port） は、ミャンマー南部タニンダーリ管区ダウェイに位置するミャンマーの港。ミャンマー港湾公社 (MPA) が所有。2010年からタイ企業イタリアン・タイ・デベロップメント社 (ITD) によって、深海港、ダウェイ経済特別区の建設が進められている。

## 概要
ダウェイ港はアンダマン海、インド洋に面した港である。2万トンから5万トンの大型船が25隻で同時に接岸できる22のバースを備える深海港と貨物ヤードの建設後、後背地約250平方キロを工業地帯・経済特別区とし、火力発電所、製油所、製鉄所、石油化学工場などを2015年までに建設する計画。ただし4000MWの石炭火力発電所は環境問題を危惧する住民グループに反対され、2012年1月に計画を断念。ダウェイ経済特別区はミャンマー初の経済特区に指定された。
ダウェイはバンコクの西300kmのところにあり、バンコクからもっとも近いインド洋へのルートとなる。この深海港の建設によってマラッカ海峡を経由せずに、南シナ海からインド洋側へと抜けることが可能になるため大幅な時間を短縮になる。そのため東南アジアの重要な物流拠点となると目されている。しかし、2012年3月現在イタリアン・タイ・デベロップメント社 (ITD) の実務・資金不足、不安定な国境情勢、用地収用問題、環境問題などがあり、建設は難航している。
ミャンマー政府、タイ政府にとって同物流ルート完成は悲願とされており、計画遂行のため梃入れが始まっている。2012年4月にはミャンマー連邦テイン・セイン大統領が、日本・メコン地域諸国首脳会議に合わせて来日した際に野田佳彦首相にダウェイ開発計画への投資を打診した。6月、タイ王国インラック首相はダウェイ港のミャンマーとの共同開発に対して改めて意欲を表明している。また日系企業からの期待も大きい。日本政府の援助はティラワ港の整備に集中しており、ダウェイ開発まで乗り出せないでいたが、このような動きを受け7月『「東京戦略2012」の実現のための日メコン行動計画』のなかで日本政府はダウェイ・プロジェクトへの協力可能性調査に乗り出すことに合意した。